# Sebastián Alquati
Sebastián Alquati (ur. 20 maja 1976) – argentyński judoka. Dwukrotny olimpijczyk. Zajął trzynaste miejsce w Atlancie 1996 i Sydney 2000. Walczył w wadze lekkiej.
Uczestnik mistrzostw świata w 1999 i 2001. Startował w Pucharze Świata w 1995 i 2000. Piąty na igrzyskach panamerykańskich w 1999. Wicemistrz igrzysk Ameryki Południowej w 1994. Brązowy medalista mistrzostw panamerykańskich w 1994 roku.

## Letnie Igrzyska Olimpijskie 2000
| Konkurencja | Eliminacje           | Eliminacje            | Repasaże            | Klas. końcowa |
| Konkurencja | Przeciwnik I         | Przeciwnik II         | Przeciwnik I        | Miejsce       |
| ----------- | -------------------- | --------------------- | ------------------- | ------------- |
| 73 kg       | Andrew Payne (BAR) Z | Choi Yong-sin (KOR) P | Jimmy Pedro (USA) P | 13.           |

## Letnie Igrzyska Olimpijskie 1996
| Konkurencja | Eliminacje                  | Repasaże            | Klas. końcowa |
| Konkurencja | Przeciwnik I                | Przeciwnik I        | Miejsce       |
| ----------- | --------------------------- | ------------------- | ------------- |
| 71 kg       | Chaliuny Boldbaatar (MGL) P | Jimmy Pedro (USA) P | 13.           |